# Raffaello Giovagnoli
Raffaello Giovagnoli (Róma, 1838. május 14. – Róma, 1915. július 15.) olasz író.

## Életrajza
A Risorgimento több ütközetében is harcolt mint piemontei tiszt, majd 1867-től Giuseppe Garibaldinál szolgált mint önkéntes. Később az írás és az újságírás kezdte foglalkoztatni, majd tanított Velencében és Rómában. Több alkalommal képviselőnek is megválasztották. Számos regényében ábrázolja a római történelem alakjait, ezek többnyire romantikus hangvételűek. A legsikeresebb köztük Spartacus c. regénye, mely Garibaldi előszavával jelent meg. Megírta a Risorgimento regényes történetét is I racconti di maggiore Sigismondo címmel.

## Művei
- Spartaco (1874, Radó Gy., Spartacus, 1952)
- La veduva di Putifare ('Putifár özvegye', színmű, 1876)
- Peccata iuventutis meae (latinul: 'Ifjúságom bűnei', versek, 1883)
- Pellegrino Rossi e la rivoluzione romana ('Pellegrino Rossi és a római forradalom', tanulmány, 1898—1911)
- I racconti di maggiore Sigismondo ('Sigismondo őrnagy elbeszélései', 1908—1909)

## Forrás
- Világirodalmi lexikon 3. F–Groc (1975) 559-560. old.. adt.arcanum.com. (Hozzáférés: 2023. május 6.)